# Авеніда Рівадавія
Авеніда Рівадавія (ісп. Avenida Rivadavia) — одна з основних транспортних артерій Буенос-Айреса, Аргентина, протяжністю понад 35 км, з'єднує центр міста із західним передмістям столиці.

## Галерея

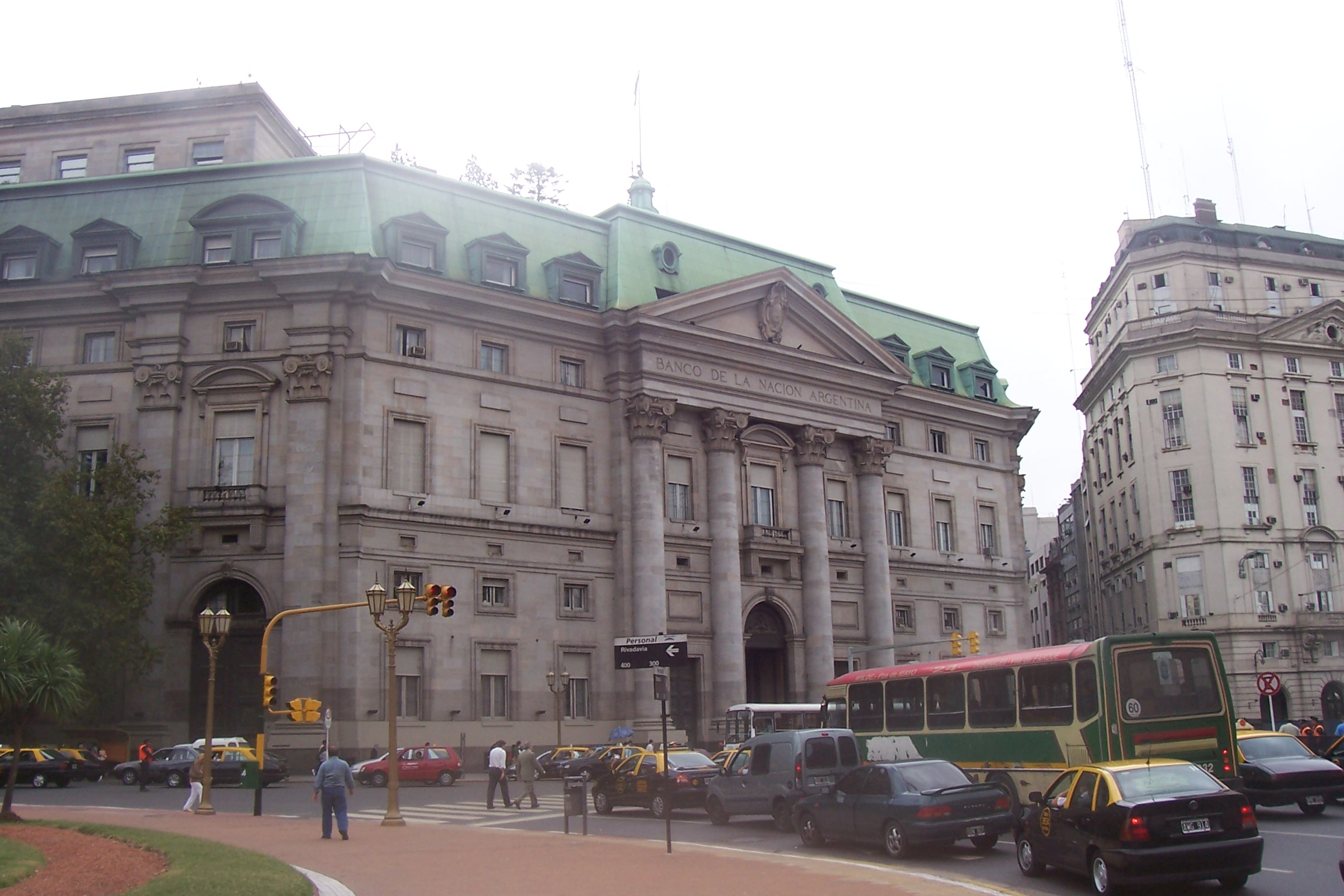
Національний банк Аргентини
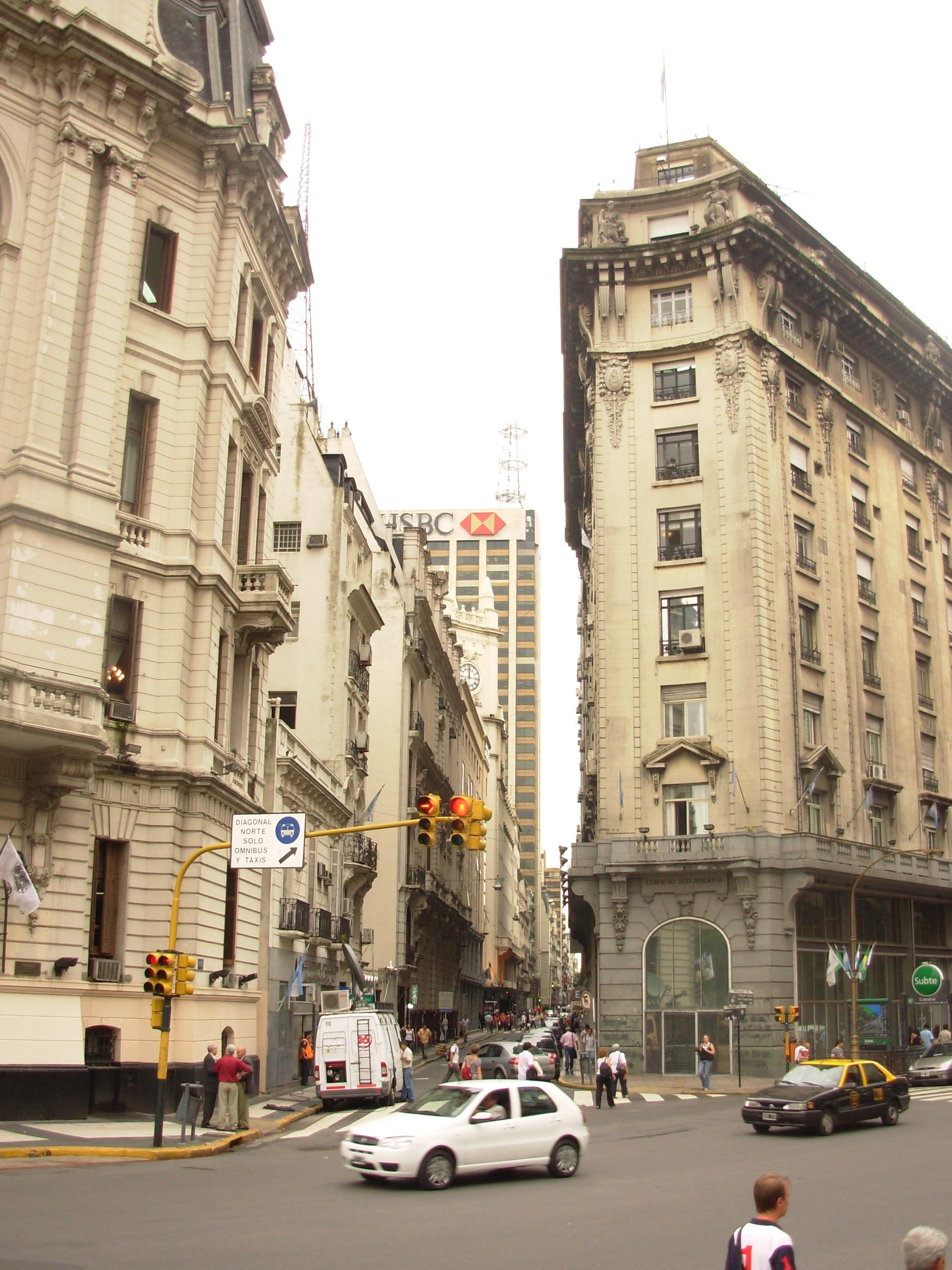
Перехрестя Північної Діагоналі
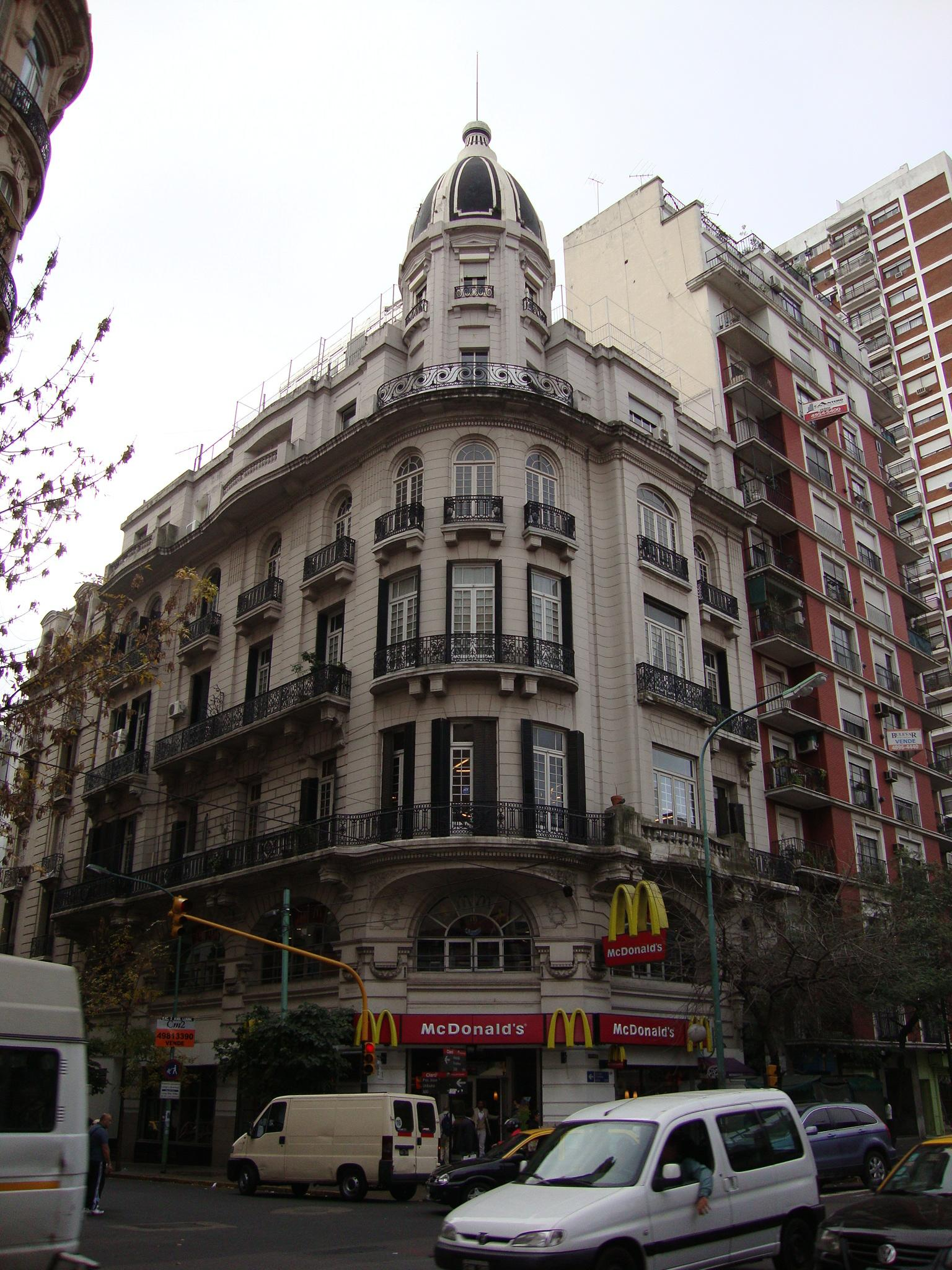
Житловий будинок на розі вул. Урібуру
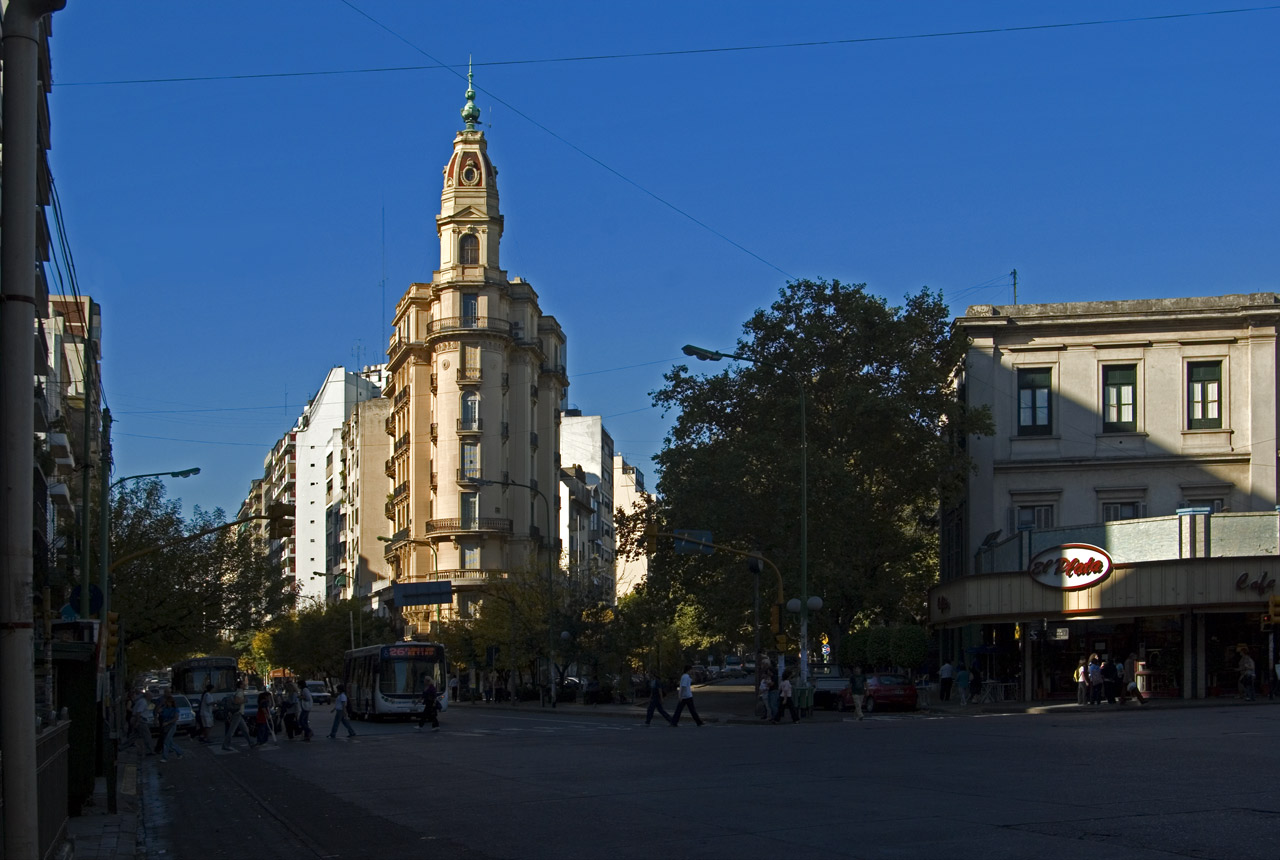
На розі вул. Ірігоєна
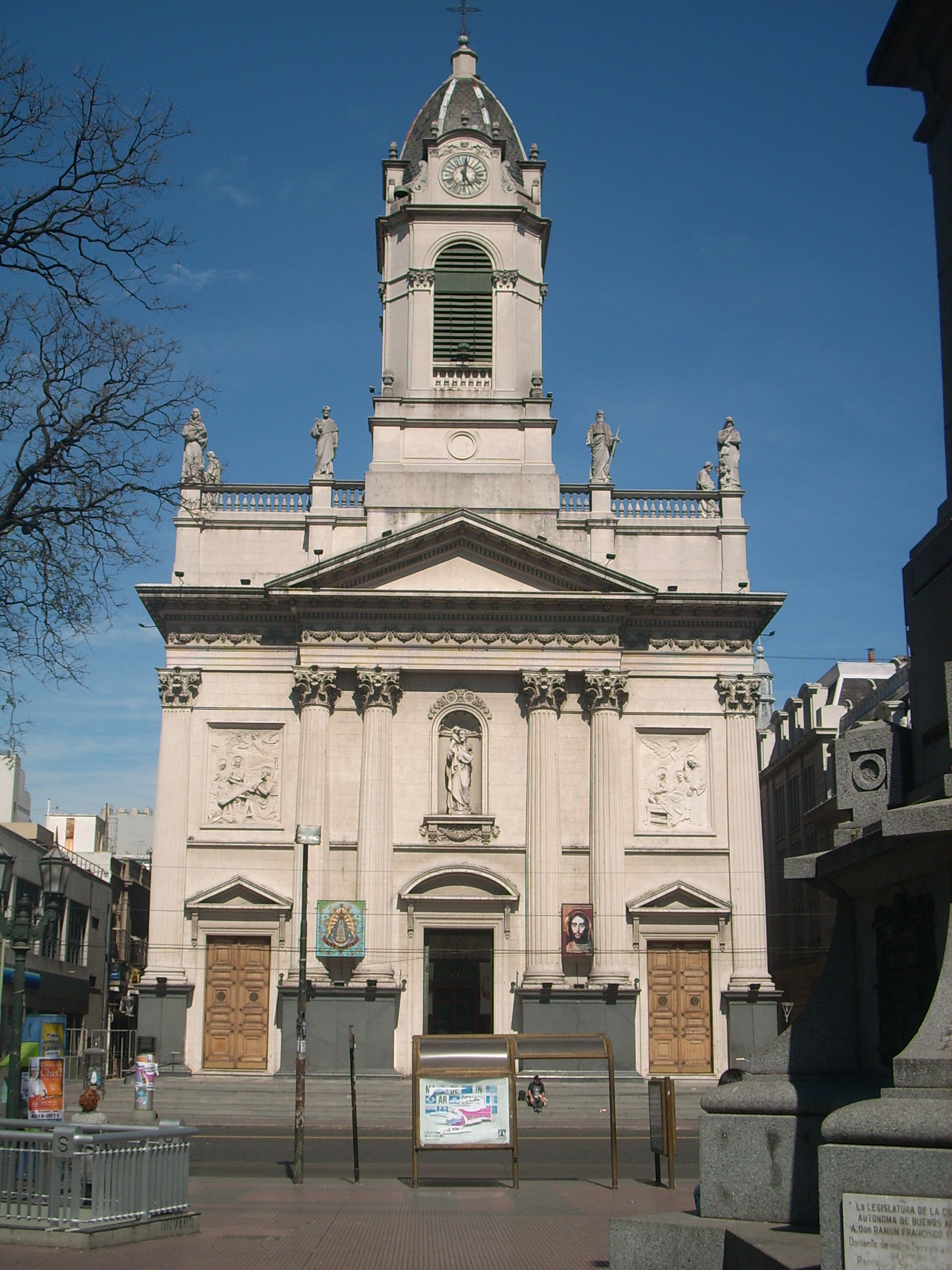
Базиліка Сан-Хосе-де-Флорес[es]
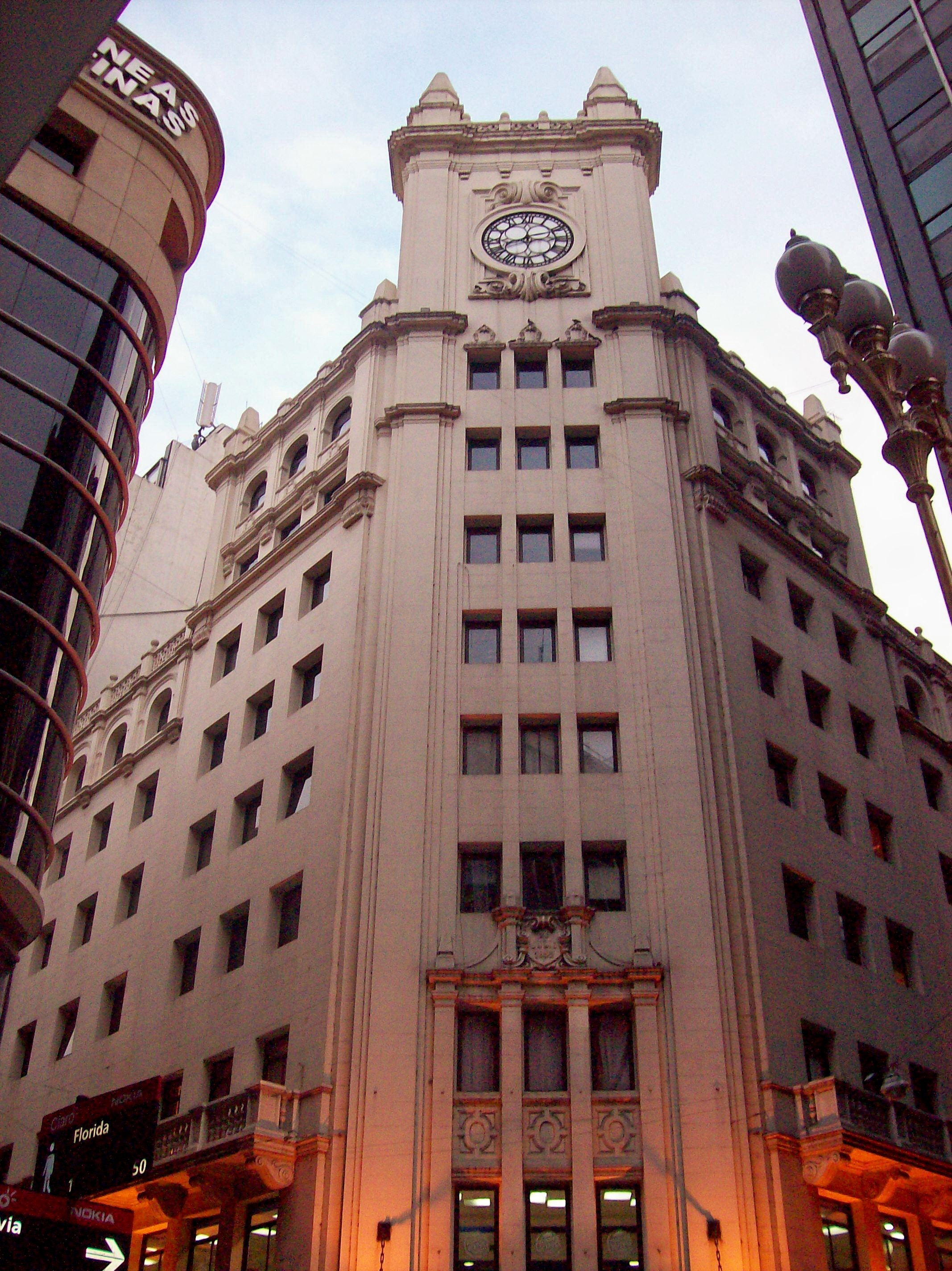
На розі вул. Перу
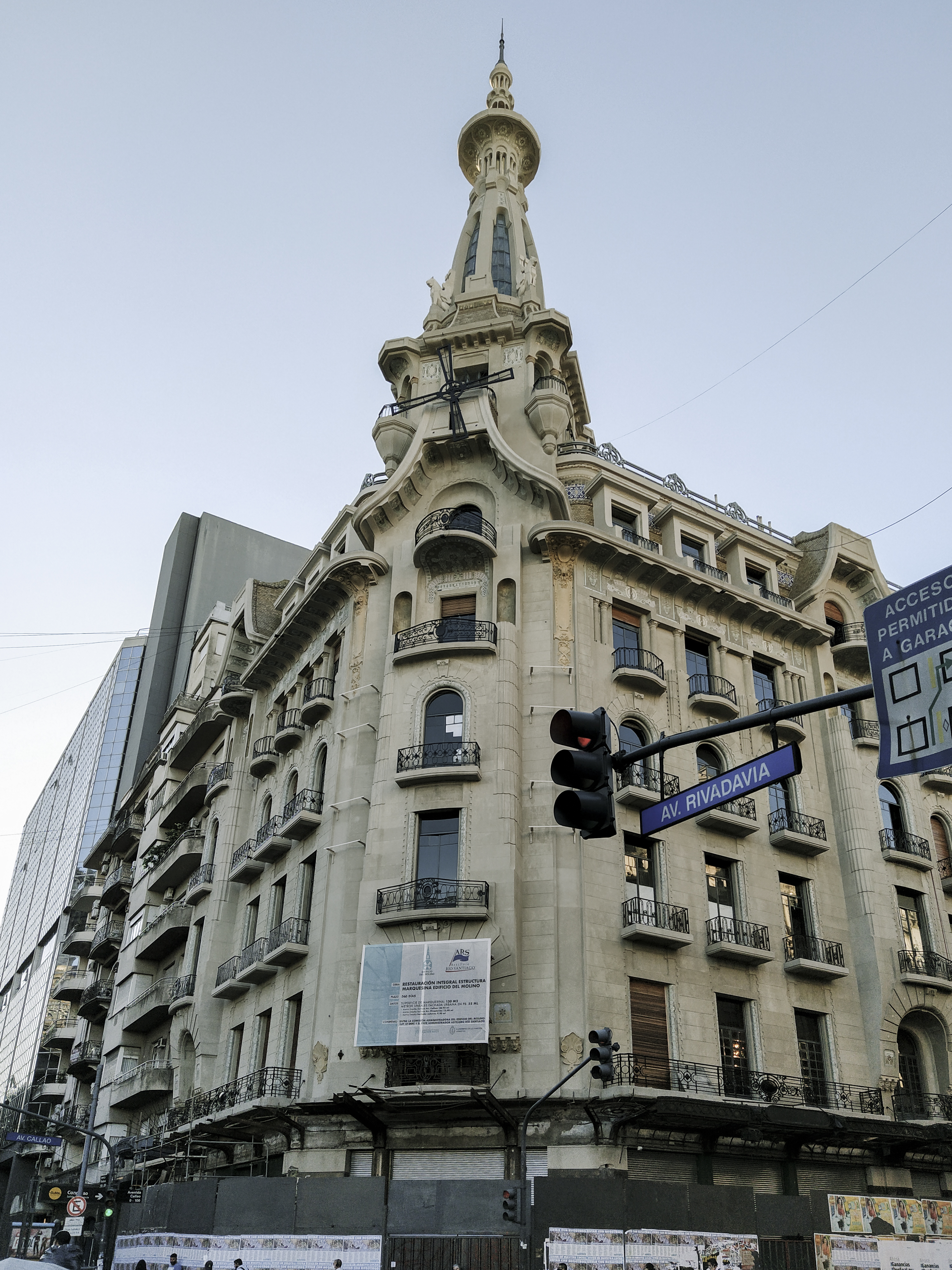
Кафетерій «Ель-Моліно»
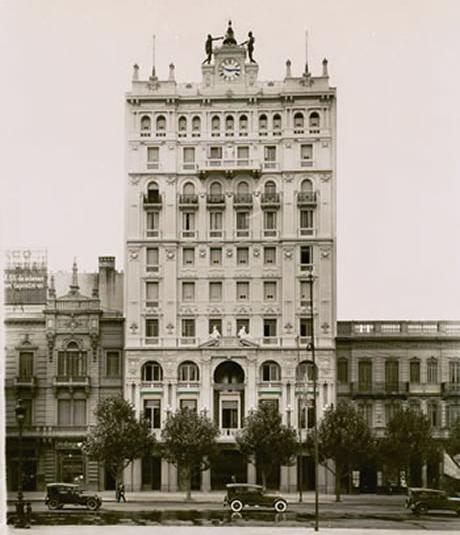
Аргентинський біологічний інститут
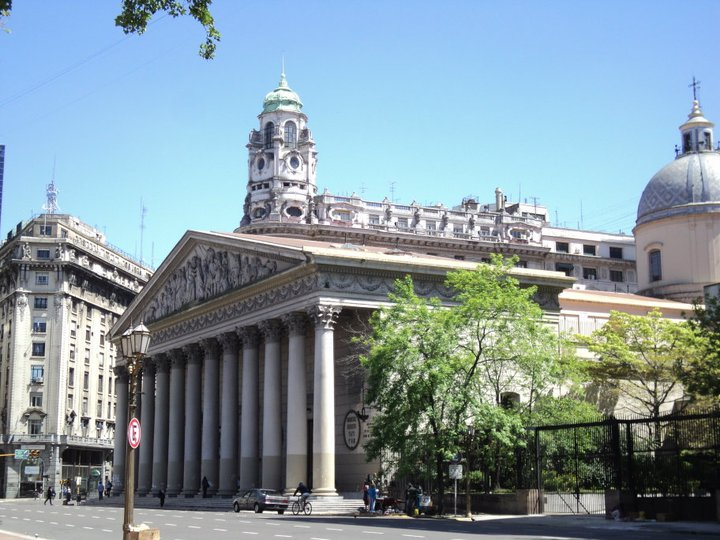
Головний фасад Кафедрального собору Буенос-Айреса
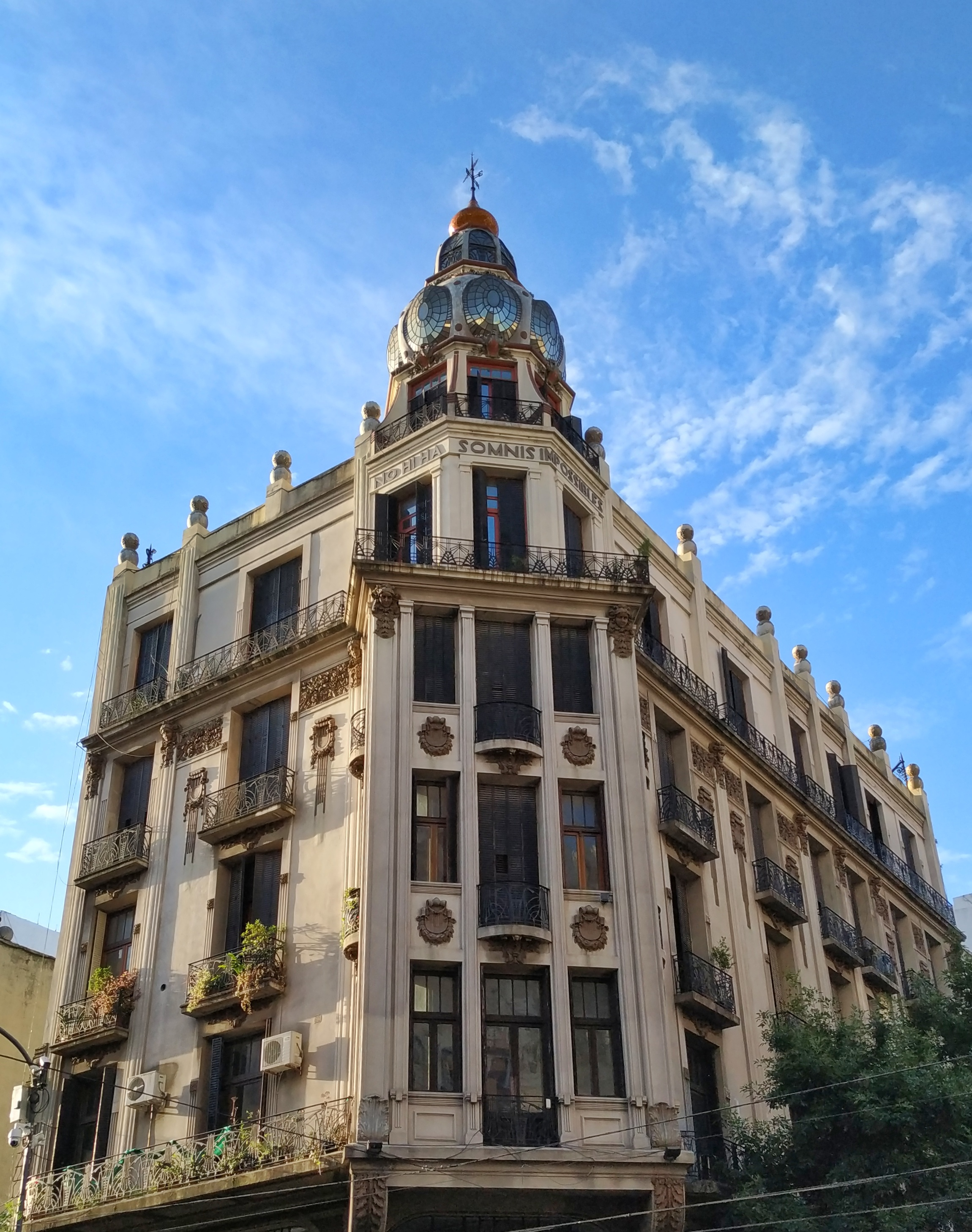
На розі вул. Аякучо